# デヴィッド・スタール

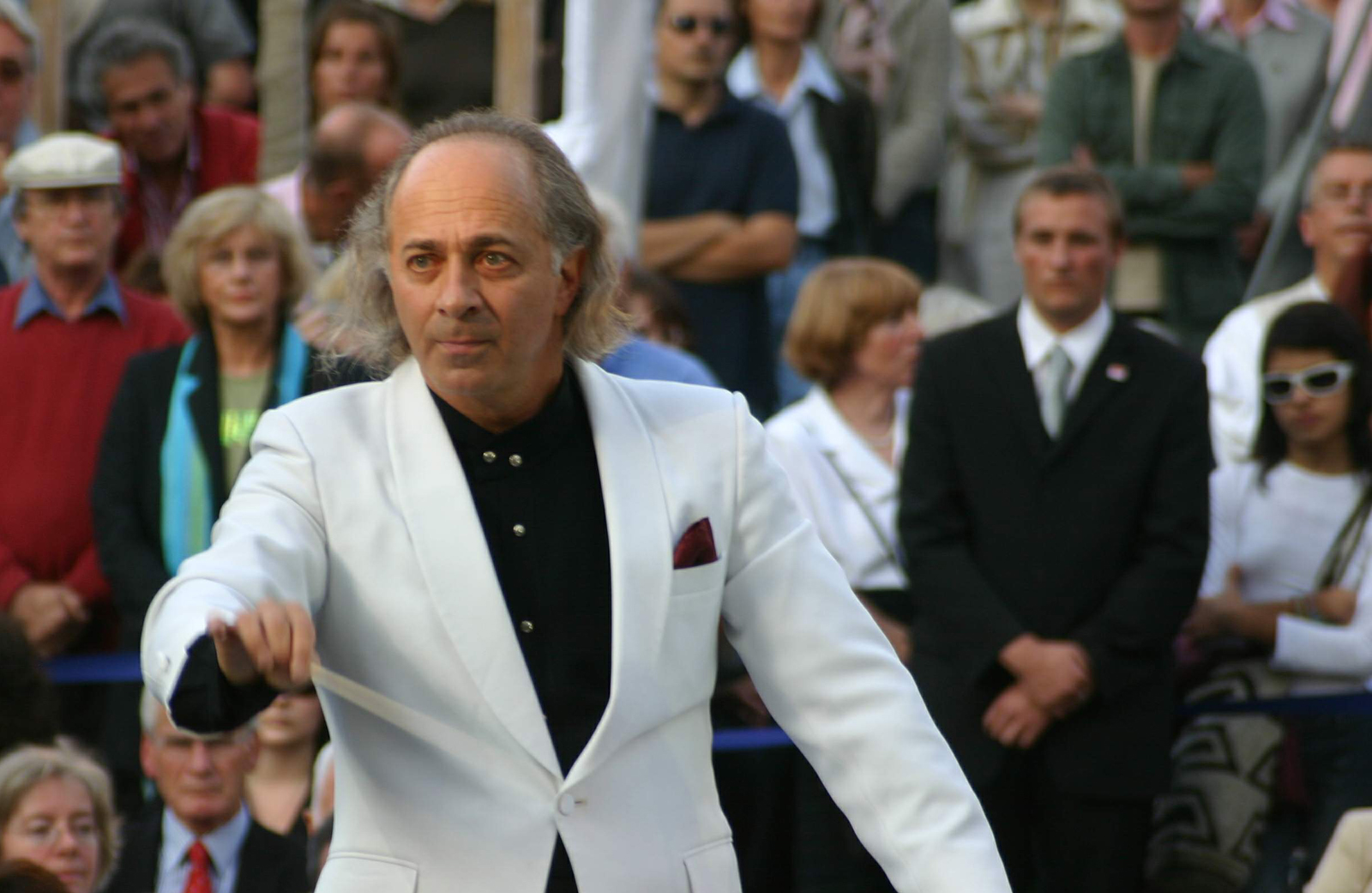
2006年

デヴィッド・ピーター・スタール（David Peter Stahl, 1949年11月4日 - 2010年10月24日）は、アメリカの指揮者。
ニューヨークの生まれ。ニューヨーク市立大学クイーンズ校で、カール・エベールに指揮法を学び、23歳でカーネギー・ホールに於いてニューヨーク・ユース交響楽団を指揮してデビュー。その直後に小澤征爾と面会してタングルウッド音楽祭への参加を志願し、レナード・バーンスタインの知己を得た。1973年にはバーンスタインの下でニューヨーク・フィルハーモニックの補助指揮者となり、その後、バーンスタインからブロードウェイやヨーロッパでの《ウエスト・サイド物語》の上演の音楽監督の権限を与えられるほどの信任を得た。1984年からチャールストン交響楽団の音楽監督を務め、このオーケストラをアメリカ有数のオーケストラに育て上げた。
チャールストンでリンパ腫により死去。